# Серебренникова, Евгения Павловна
Евгения Павловна Серебренникова (урождённая Солонинина, 1854—1897) — русская врач-офтальмолог, общественный деятель и благотворитель.

## Биография

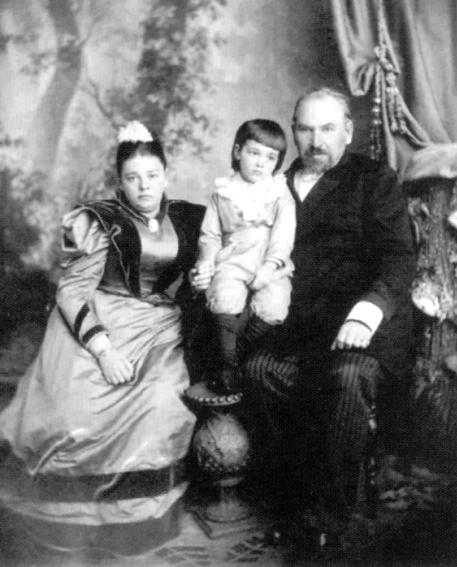
Фотография с мужем

Родилась 10 декабря 1854 года в Екатеринбурге в семье горного инженера.
Первоначальное образование получила в Екатеринбургской женской гимназии (1867—1873), затем обучалась на высших курсах «Ученых акушерок» при Санкт-Петербургской медико-хирургической академии. В 1876 году вышла замуж за студента-пермяка П. Н. Серебренникова. В 1877—1878 годах, во время русско-турецкой войны, работала сестрой милосердия в военном госпитале. За участие в войне была награждена знаком Красного Креста и медалью (1878 год).
В сентябре 1878 года Евгения Павловна вернулась в Санкт-Петербург и, сдав экзамены, получила звание врача. В следующем году уехала с мужем в Нижне-Салдинский завод (Верхотурский уезд Пермской губернии). С 1881 по 1883 годы жила и работала в городе Ирбите этой же губернии. Здесь летом 1883 года прошла под руководством Н. Ф. Бунакова курсы учителей народных училищ. В 1883—1885 годах специализировалась по глазным болезням в Петербурге у профессора В. И. Добровольского, затем — у профессора И. Х. Магавли (под руководством Г. А. Донберга). Врачебную практику прошла на амбулаторных приемах в общине святого Георгия в Санкт-Петербурге.
С 1885 года Серебренникова работала в губернской Александровской земской больнице врачом-офтальмологом (ныне Пермская областная клиническая больница). В 1886 году по её инициативе при этой больнице открылось первое в России глазное отделение среди земских больниц, которое она и возглавила. За 11 лет работы в Перми она приняла более 30 тысяч больных и провела более 6350 глазных операций. К ней обращались за медицинской помощью из Вятской, Тульской, Тобольской, Оренбургской и других губерний.
Опубликовала 19 научных работ в «Вестнике офтальмологии» и во «Враче». На съездах земских врачей Пермской губернии выступала с докладами о статистике слепоты, о пользе прививок от оспы, о детской смертности. В 1891 году Евгения Павловна специализировалась по глазным болезням за границей: в Берлине — у Шелера, в Висбадене у Поггенштеккера и в Париже — у профессоров Векера, Ландольта и Труссо.
Вместе с мужем участвовала в общественной жизни Перми, была членом Пермского экономического общества, интеллигенция города охотно посещала «среды» в доме Серебрениковых (дом был снесён в 1973 году), где обсуждались вопросы литературы, искусства, философии, экономики. Также преподавала глазные болезни, физику и физиологию в фельдшерской школе (с 1888 года), читала курс публичных лекций по истории России (в 1895—1896 годах). В 1888 году Евгения Серебренникова приняла участие в работе комиссии по оказанию помощи переселенцам, весной 1892 года участвовала в сборе средств на помощь голодающим. По инициативе и при непосредственном участии Е. П. Серебренниковой в Перми 22 июля 1889 года было открыто «Пермское отделение попечительства императрицы Марии Александровны о слепых». В этом же году она организовала сбор средств для постройки училища для слепых детей. 30 августа 1890 года училище для слепых детей было открыто (ныне это МОУ СОШ № 22); организовала изготовление книг по азбуке Брайля для его детей.
Умерла 19 апреля (1 мая по новому стилю) 1897 года в Перми от опухоли головного мозга. Похоронена на Егошихинском кладбище рядом с матерью. На этом же кладбище в 1917 году был похоронен её муж — П. Н. Серебренников.

## Память
- В 1900 году в Петербурге вышел литературный сборник «В память женщины-врача Е. П. Серебренниковой».
- В 2011 году В Перми на здании пермской школы № 22 была открыта мемориальная доска, посвященная памяти Евгении Серебренниковой[2].